# 中國共產黨中央軍事委員會副主席
中國共產黨中央軍事委員會副主席，簡稱中共中央軍委副主席，是中國共產黨最高軍事领导机构——中国共产党中央軍事委員會的副职负责人，属副国级党的领导人。其地位僅次於中共中央軍委主席。
自1983年國家中央軍事委員會成立開始，中國共產黨中央軍事委員會副主席均兼任中華人民共和國中央軍事委員會副主席的職務。中共中央军委副主席与国家中央军委副主席合称“中央军委副主席”。中央军委副主席是中國人民解放軍現役將領能擔任的最高軍職。中央军委副主席一般由军委委员晋升，亦可以由正战区级将领直接越级晋升。

## 沿革
1929年1月3日首次设立中共中央军事委员会，以主任为负责人、设委员；1930年2月以书记为负责人、设常务委员、委员。1931年11月25日，成立中华苏维埃共和国中央军事委员会，同时充任中共中央的军事领导机构，设主席、副主席、委员。1937年8月25日成立中國共產黨中央革命軍事委員會，设主席、副主席、委员，1945年8月23日改称中共中央军事委员会。1949年10月1日，成立中央人民政府人民革命军事委员会，同时充任中共中央的军事领导机构，设主席、副主席、委员。1954年9月28日，重新成立中国共产党中央军事委员会，设主席、委员、秘书长、副秘书长，1959年9月26日，重新设立中共中央军委副主席，1992年起不再设立秘书长、副秘书长，延续至今。

## 历届中共中央军委副主席
| 军衔                                     | 姓名   | 生/逝     | 上任日期       | 卸任日期       | 任期      | 届次                                        | 肖像   | 中央軍委主席 |
| ---------------------------------------- | ------ | --------- | -------------- | -------------- | --------- | ------------------------------------------- | ------ | ------------ |
| 中华人民共和国元帅                       | 朱德   | 1886–1976 | 1937年8月25日  | 1949年9月30日  | 12年36天  | 第六届、 第七届                             |        | 毛泽东       |
| 中华人民共和国成立后任总理，非军职不授衔 | 周恩来 | 1898–1976 | 1937年8月25日  | 1949年9月30日  | 12年36天  | 第六届、 第七届                             |        | 毛泽东       |
| —                                        | 王稼祥 | 1906–1974 | 1938年11月6日  | 1945年8月23日  | 6年290天  | 第六届、 第七届                             |        | 毛泽东       |
| —                                        | 刘少奇 | 1898–1969 | 1943年3月20日  | 1949年9月30日  | 6年194天  | 第六届、 第七届                             |        | 毛泽东       |
| 中华人民共和国元帅                       | 彭德怀 | 1898–1974 | 1945年8月23日  | 1949年9月30日  | 4年38天   | 第七届                                      |        | 毛泽东       |
| 元帅                                     | 林彪   | 1907–1971 | 1959年9月26日  | 1971年9月13日  | 11年352天 | 第八届、 第九届                             |        | 毛泽东       |
| 元帅                                     | 贺龙   | 1896–1969 | 1959年9月26日  | 1967年9月13日  | 7年352天  | 第八届                                      |        | 毛泽东       |
| 元帅                                     | 聂荣臻 | 1889–1992 | 1959年9月26日  | 1987年11月2日  | 28年37天  | 第八届至 第十二届                           |        | 毛泽东       |
| 元帅                                     | 陈毅   | 1901–1971 | 1966年1月8日   | 1972年1月6日   | 5年363天  | 第八届、 第九届                             |        | 毛泽东       |
| 元帅                                     | 刘伯承 | 1892–1986 | 1966年1月8日   | 1982年8月6日   | 16年210天 | 第八届至 第十一届                           |        | 毛泽东       |
| 元帅                                     | 徐向前 | 1901–1990 | 1966年1月8日   | 1987年11月2日  | 21年298天 | 第八届至 第十二届                           |        | 毛泽东       |
| 元帅                                     | 叶剑英 | 1897–1986 | 1966年1月8日   | 1985年9月16日  | 19年251天 | 第八届至 第十二届                           |        | 毛泽东       |
| —                                        | 邓小平 | 1904–1997 | 1975年1月5日   | 1976年4月7日   | 1年93天   | 第十届                                      |        | 毛泽东       |
| —                                        | 邓小平 | 1904–1997 | 1977年7月17日  | 1981年6月28日  | 3年346天  | 第十一届                                    | 华国锋 |              |
| —                                        | 楊尚昆 | 1907–1998 | 1982年9月12日  | 1992年10月19日 | 10年37天  | 第十二届、 第十三届 常务副主席、 第一副主席 |        | 邓小平       |
| —                                        | 赵紫阳 | 1919–2005 | 1987年11月2日  | 1989年6月24日  | 1年234天  | 第十三届 第一副主席                         |        | 邓小平       |
| 上将                                     | 刘华清 | 1916–2011 | 1989年11月9日  | 1997年9月19日  | 7年314天  | 第十三届、 第十四届                         |        | 江澤民       |
| 上将                                     | 张震   | 1914-2015 | 1992年10月19日 | 1997年9月19日  | 4年335天  | 第十四届                                    |        | 江澤民       |
| 上将                                     | 张万年 | 1928–2015 | 1995年9月28日  | 2002年11月15日 | 7年48天   | 第十四届、 第十五届                         |        | 江澤民       |
| 上将                                     | 遲浩田 | 1929–     | 1995年9月28日  | 2002年11月15日 | 7年48天   | 第十四届、 第十五届                         |        | 江澤民       |
| —                                        | 胡锦涛 | 1942–     | 1999年9月22日  | 2004年9月19日  | 4年363天  | 第十五届、 第十六届                         |        | 江澤民       |
| 上将                                     | 郭伯雄 | 1942–     | 2002年11月15日 | 2012年11月15日 | 10年0天   | 第十六届、 第十七届                         |        | 江澤民       |
| 上将                                     | 曹刚川 | 1935–     | 2002年11月15日 | 2007年10月22日 | 4年341天  | 第十六届                                    |        | 江澤民       |
| 上将                                     | 徐才厚 | 1943–2015 | 2004年9月19日  | 2012年11月15日 | 8年57天   | 第十六届、 第十七届                         |        | 胡锦涛       |
| —                                        | 习近平 | 1953–     | 2010年10月18日 | 2012年11月15日 | 2年28天   | 第十七届                                    |        | 胡锦涛       |
| 上将                                     | 范长龙 | 1947–     | 2012年11月4日  | 2017年10月25日 | 4年355天  | 第十七届、 第十八届                         |        | 习近平       |
| 空軍上將                                 | 许其亮 | 1950–2025 | 2012年11月4日  | 2022年10月23日 | 9年353天  | 第十七届、 第十八届、 第十九届              |        | 习近平       |
| 上将                                     | 张又侠 | 1950–     | 2017年10月25日 |                | 7年234天  | 第十九届、 第二十届                         |        | 习近平       |
| 上将                                     | 何卫东 | 1957–     | 2022年10月23日 |                | 2年236天  | 第二十届                                    |        | 习近平       |

## 在世前任副主席
截至2025年6月，历任中共中央军委副主席中有6位仍在世：
| 姓名   | 任期           | 出生日期与年龄       | 备注                                       |
| ------ | -------------- | -------------------- | ------------------------------------------ |
| 迟浩田 | 1995年－2002年 | 1929年7月（95歲）    | 在任时兼任国务委员、国防部长               |
| 曹刚川 | 2002年－2007年 | 1935年12月（89歲）   | 在任时兼任国务委员、国防部长               |
| 郭伯雄 | 2002年－2012年 | 1942年7月（82歲）    | 开除党籍、军籍，剥夺上将军衔，判处无期徒刑 |
| 胡锦涛 | 1999年－2004年 | 1942年12月（82歲）   | 前任中央军委主席                           |
| 范长龙 | 2012年－2017年 | 1947年5月（78歲）    |                                            |
| 习近平 | 2010年－2012年 | 1953年6月（71—72歲） | 现任中央军委主席                           |

最近一位去世的前任副主席是許其亮，他于2025年6月2日去世，享年75岁。